# Comté de Saare
Le comté de Saare (en estonien : Saare maakond) est l'un des quinze comtés d'Estonie. Il regroupe essentiellement l'île de Saaremaa, la plus grande île d'Estonie, ainsi que plusieurs îles plus petites aux alentours, les plus grandes d'entre elles étant Muhu (reliée à Saaremaa par une chaussée) et Ruhnu.

## Géographie
Avec 34 527 habitants (1er janvier 2012), il représente moins de 3 % de la population du pays, pour une superficie de 2 922,19 km2. On y trouve une seule ville, la cité historique et actuel centre administratif du comté : Kuressaare.

## Population

### Évolution  démographique
| 2018   | 2019   | 2020   | 2021   |
| ------ | ------ | ------ | ------ |
| 33 231 | 33 108 | 33 083 | 33 032 |

| 2022   | 2023   | - | - |
| ------ | ------ | - | - |
| 31 292 | 31 939 | - | - |

### Composition ethnique
Saaremaa est le comté le plus homogène d'Estonie.
En 2011, le comté comptait 31 317 habitants, dont 30 729 (98,1 %) étaient Estoniens, 295 (0,9 %) Russes et 272 (0,9 %) d'autres nationalités.

## Subdivisions administratives

### Depuis 2017
Depuis la réforme de 2017, le comté est subdivisé en 3 municipalités rurales:
| Rang | Municipalité | Type   | Population (2018) | Superficie km2 | Densité | Carte |
| ---- | ------------ | ------ | ----------------- | -------------- | ------- | ----- |
| 1    | Muhu         | Rurale | 1 946             | 206            | 9.4     |       |
| 2    | Ruhnu        | Rurale | 160               | 12             | 13.3    |       |
| 3    | Saaremaa     | Rurale | 31 819            | 2 705          | 11.8    |       |

## Galerie

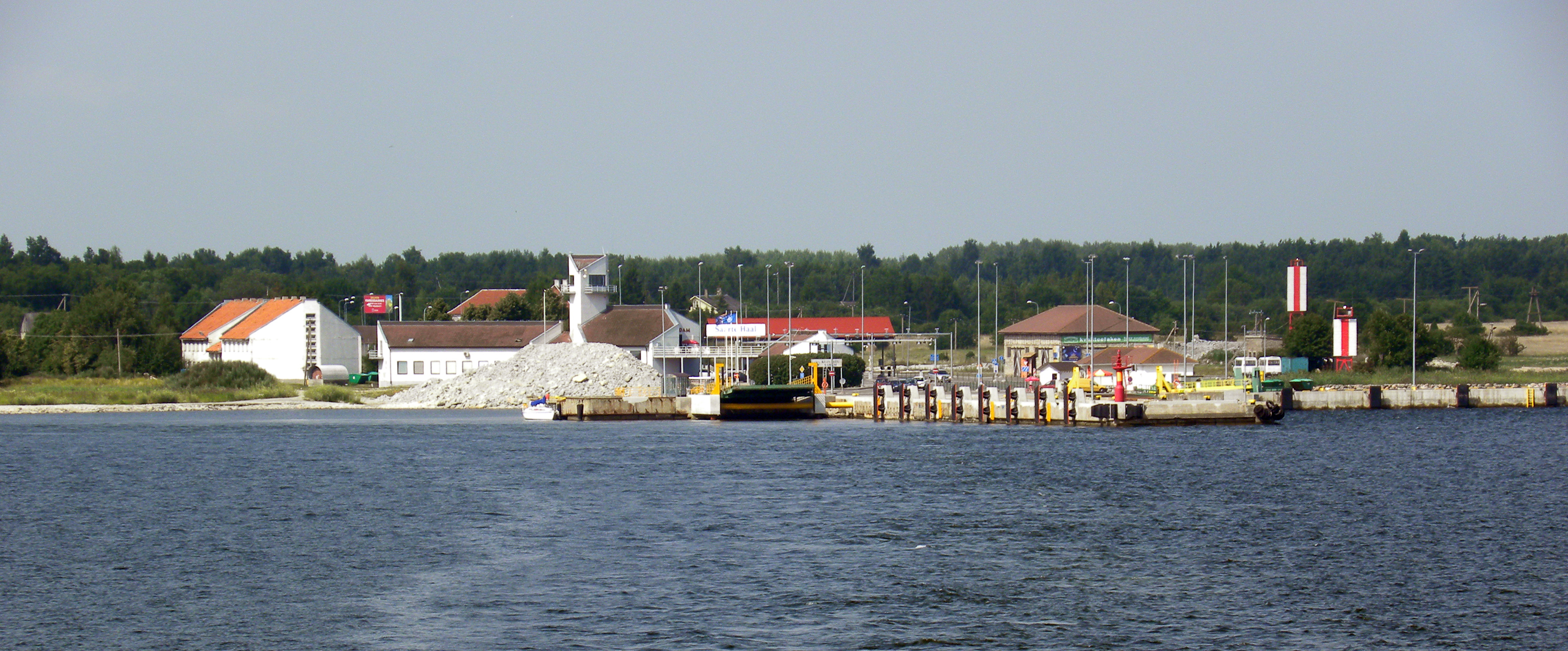
Village de Kuivastu, dans la municipalité de Muhu.
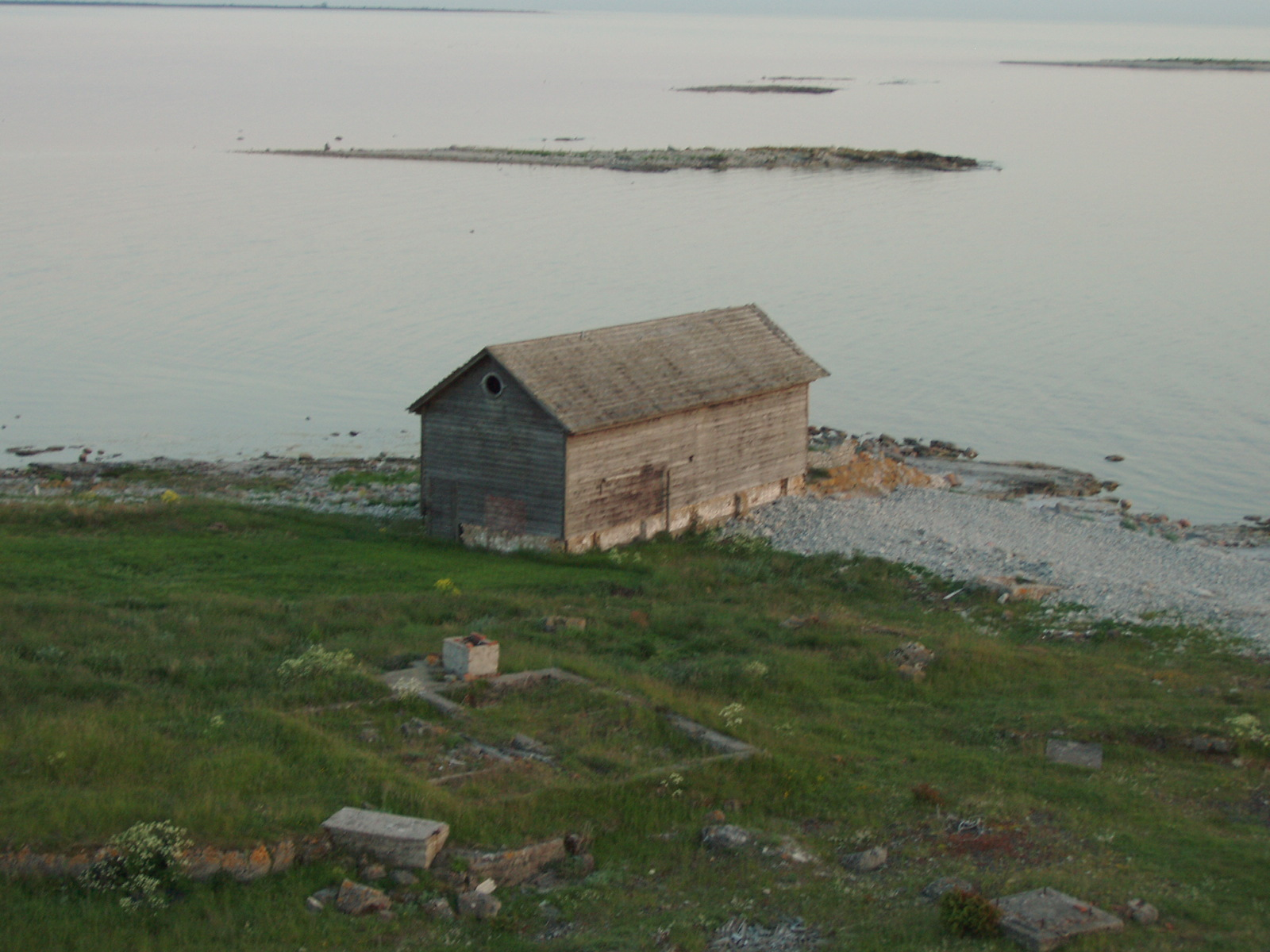
Station de sauvetage de Vilsandi et une partie des îles Vaika.
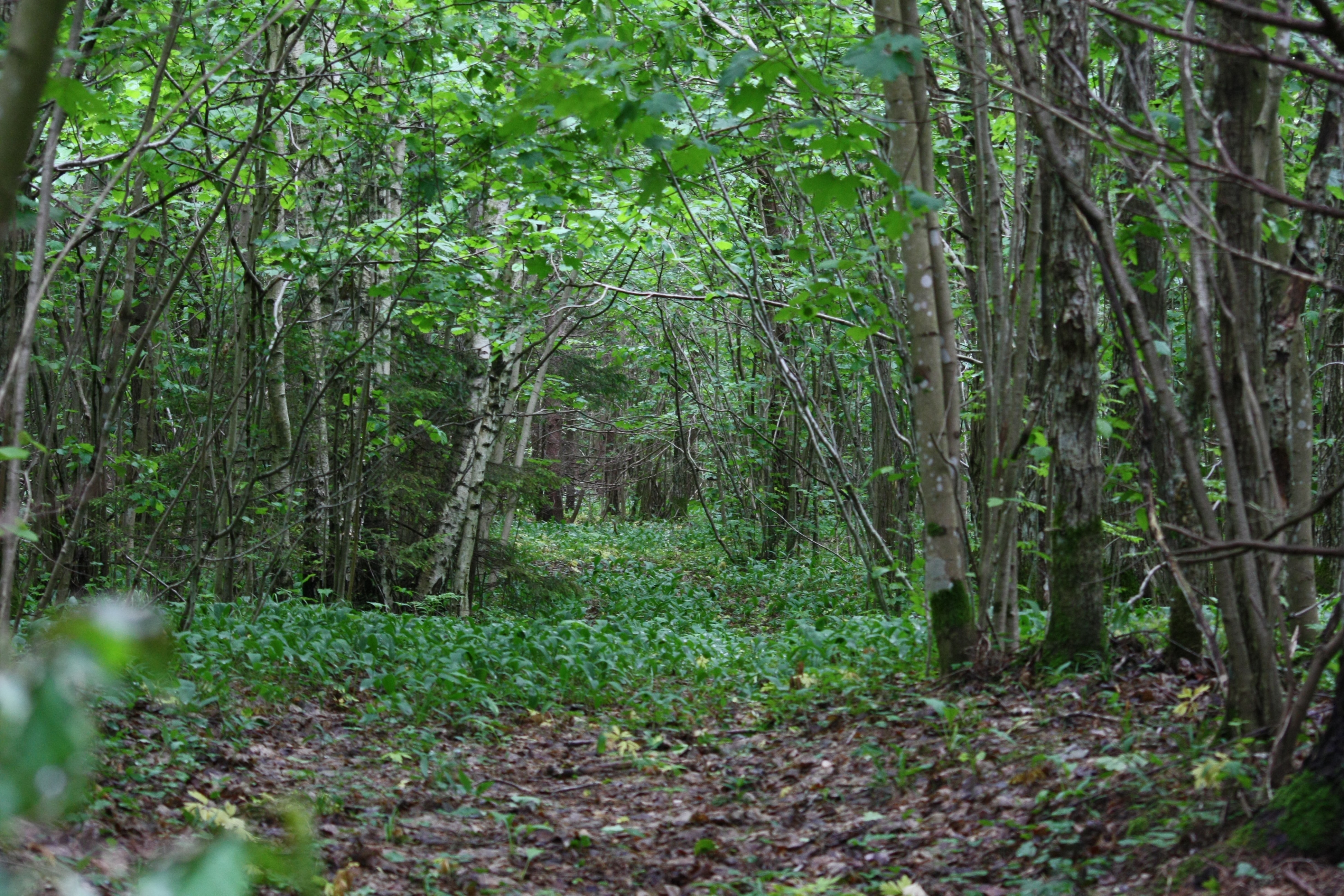
Réserve naturelle Viidumäe.
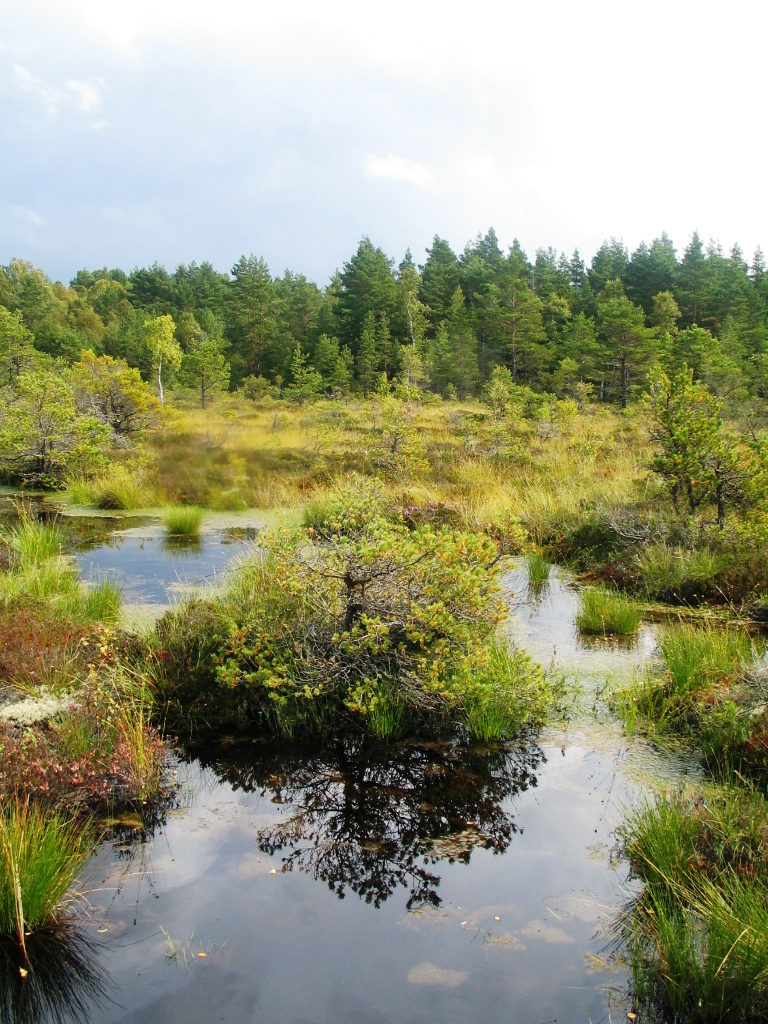
Marais de Koigi.

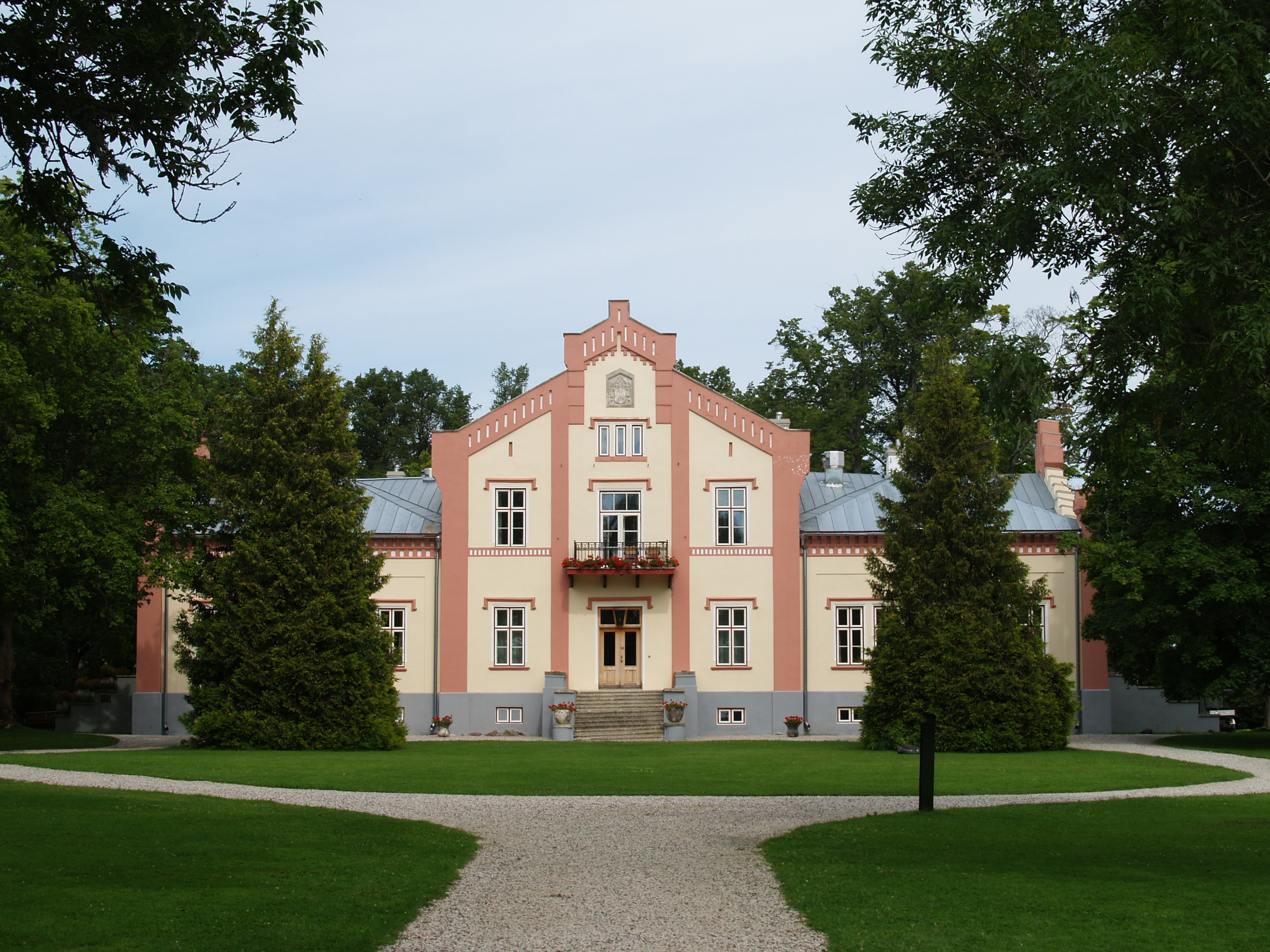
Manoir de Pädaste.
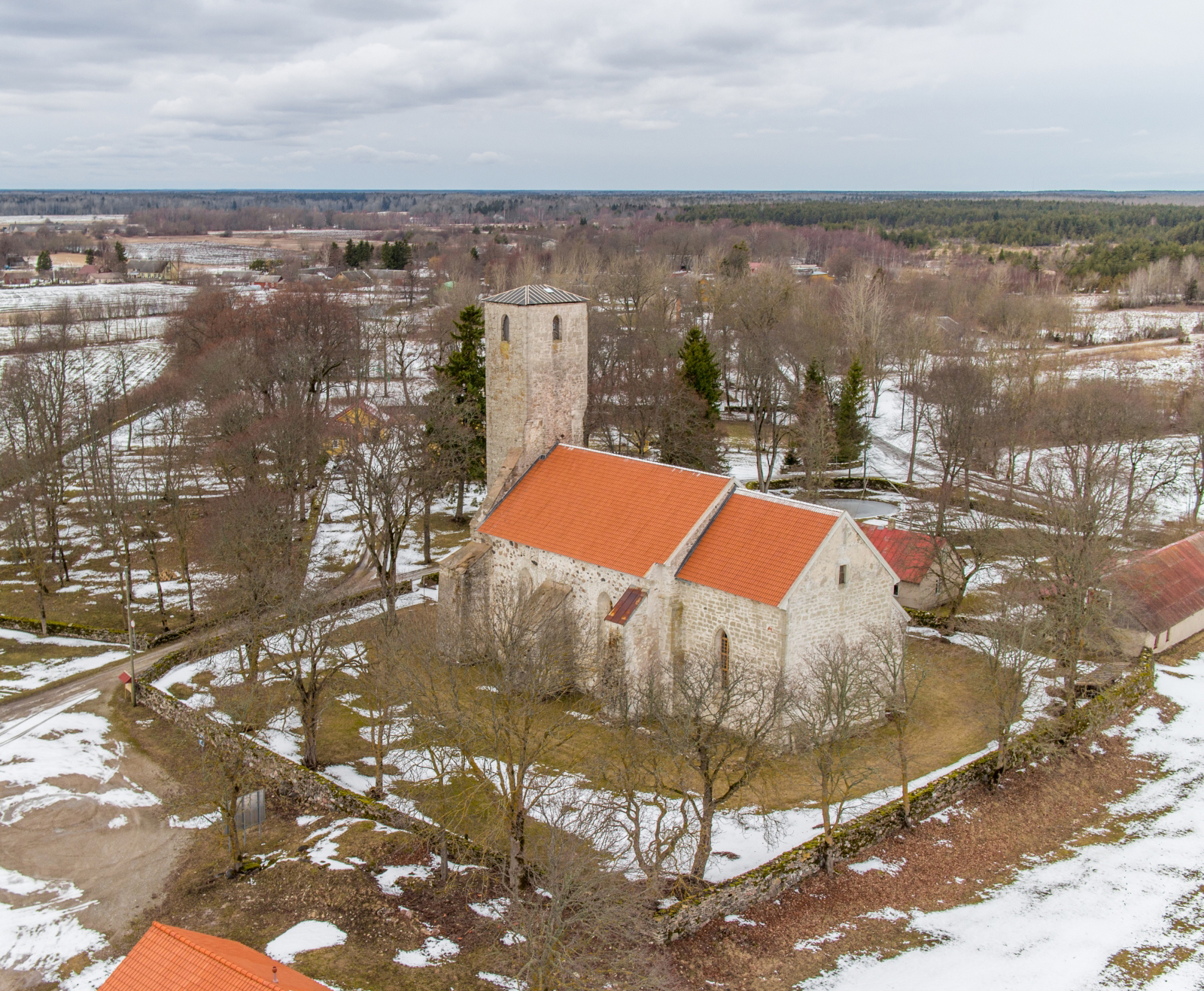
Église de Pihtla.
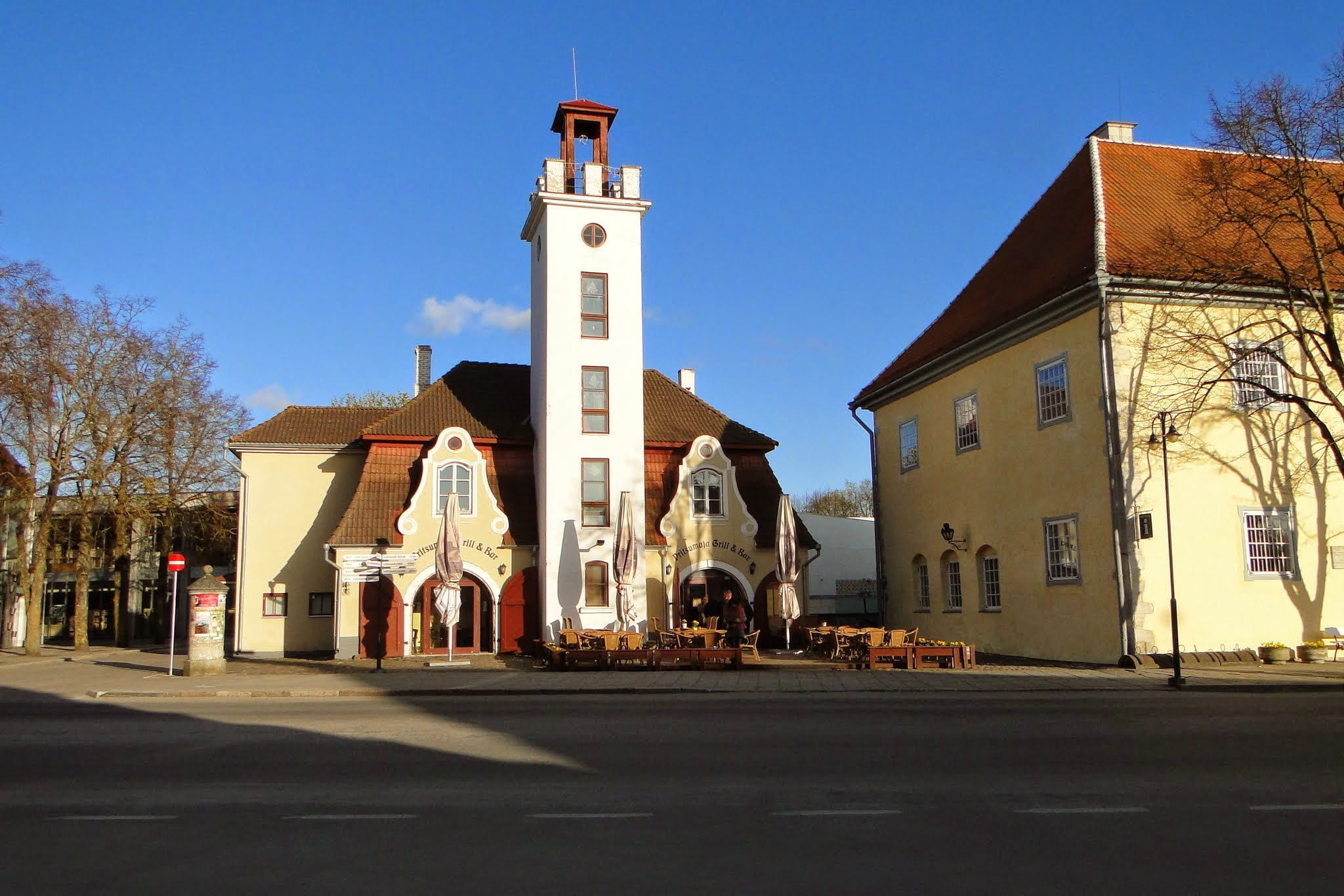
Bâtiments historiques de Kuressaare.
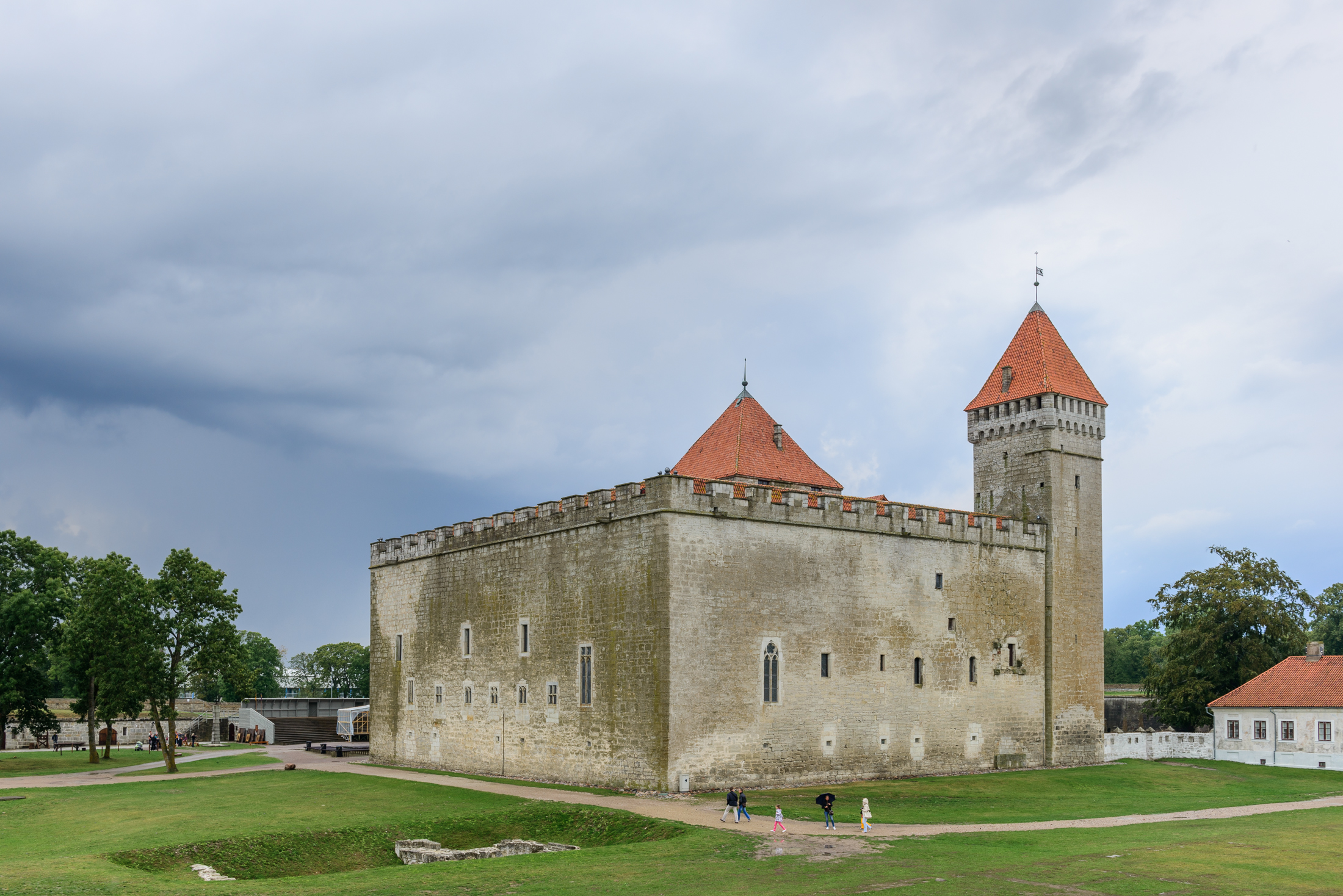
Château de Kuressaare.